# عكر العبيدي
عكر العبيدي ( من مواليد 21 سبتمبر 1999) هو مصارع عراقي يوناني روماني مقيم حاليًا في النمسا. تم اختياره من قبل اللجنة الأولمبية الدولية (IOC) للتنافس مع الفريق الأولمبي للاجئين في دورة الألعاب الأولمبية الصيفية لعام 2020 في طوكيو اليابان.

## حياة مبكرة
بدأ العبيدي المصارعة في سن السادسة واستمر حتى سن 14 عاما عندما غادر منزله مجبرا في الموصل بالعراق.

## روابط خارجية
- عكر العبيدي على موقع قاعدة بيانات المصارعة الدولية (الإنجليزية)
- عكر العبيدي على موقع أوليمبيديا (الإنجليزية)